# Apennin
Der Apennin (auch im Plural die Apenninen; italienisch gli Appennini) ist ein rund 1500 km langer Gebirgszug in Italien (sowie zu sehr kleinen Teilen in San Marino), der einen großen Teil des Staatsgebiets durchzieht, überwiegend in Nordwest-Südost-Richtung. Über den Apennin verläuft die Hauptwasserscheide Italiens. Er ist Teil des Alpidischen Gebirgssystems. Der Großteil des Gebirges liegt auf der Apenninhalbinsel.

## Verlauf

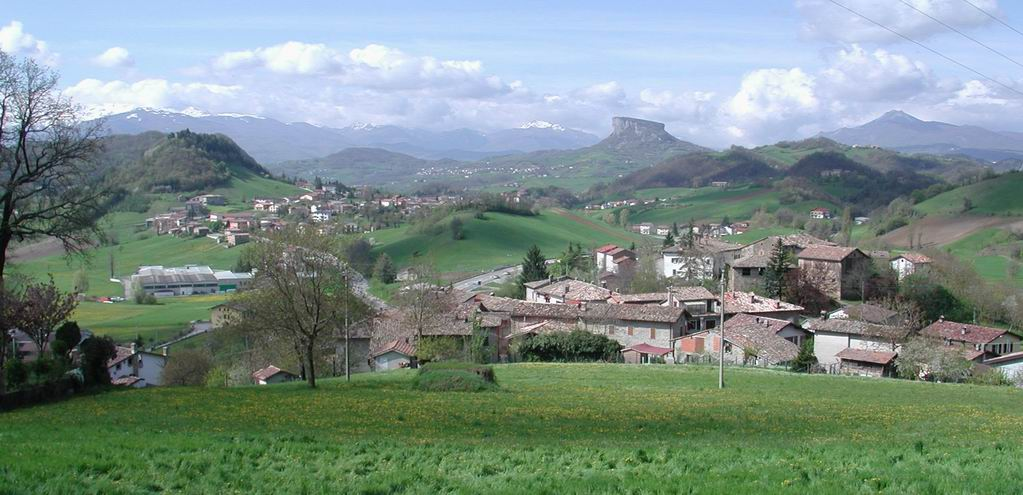
Apennin in der Emilia (markant im Hintergrund die Pietra di Bismantova)

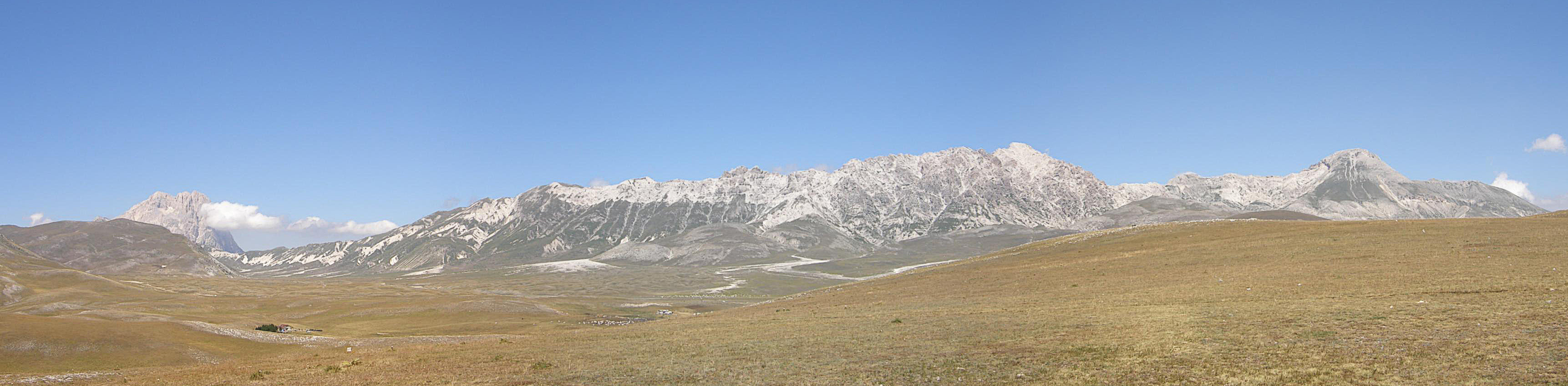
Apennin in den Abruzzen am Campo Imperatore

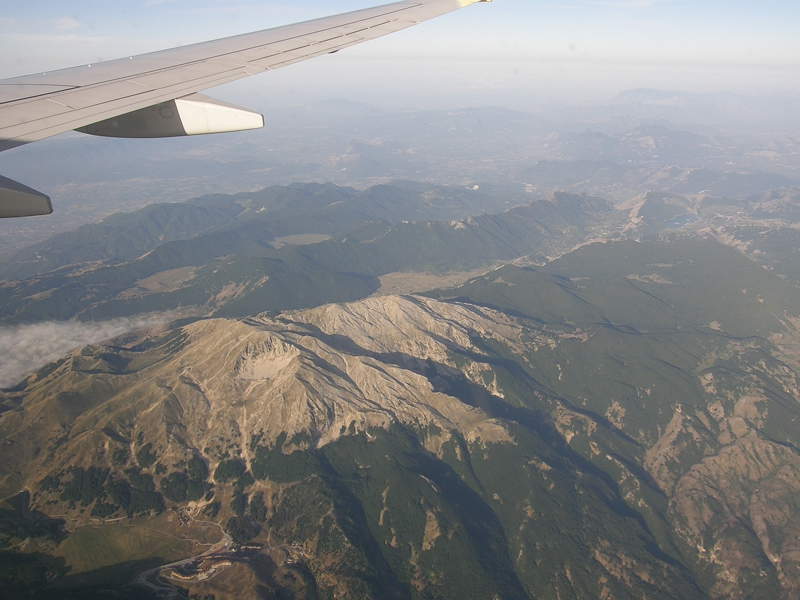
Ansicht aus der Vogelperspektive

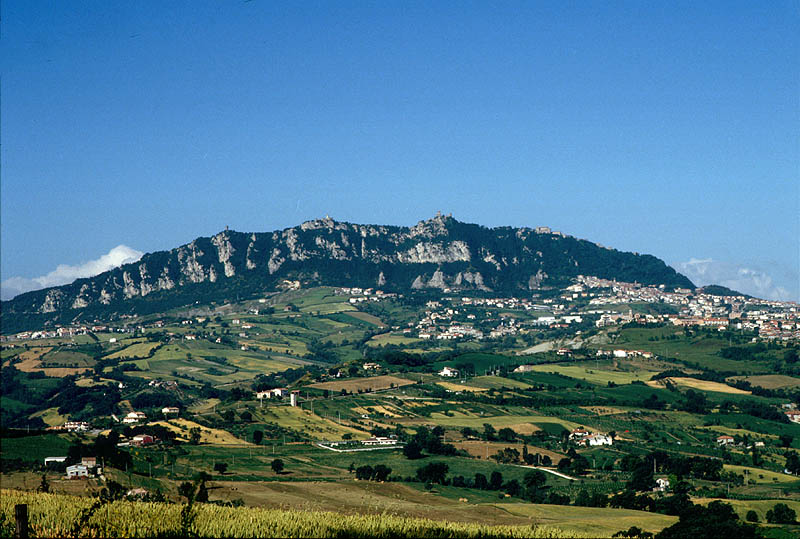
Der Monte Titano in San Marino

Der Apennin beginnt im Nordwesten Italiens und bildet im Ligurischen Apennin die Fortsetzung der Ligurischen Alpen. Die Grenze zwischen Alpen und Apennin bildet der Col di Cadibona (436 m). Von dort reicht der Apennin Richtung Osten über die Apuanischen Alpen bis zur Adriaküste, wo er sich nach Süden wendet und im Abruzzischen Apennin mit dem Massiv des Gran Sasso d’Italia (2912 m) seine größte Höhe erreicht.
Weiter südwärts teilt sich der Apennin in einzelne kleinere Gebirgsteile wie die Sila und den Aspromonte auf und findet seine Fortsetzung in den Gebirgen Nordsiziliens.

## Einteilung

### Nördlicher Apennin – Appennino settentrionale
- Ligurischer Apennin – Appennino ligure
- Toskanisch-Emilianischer Apennin – Appennino tosco-emiliano
  - Toskana-Romagna-Apennin – Appennino tosco-romagnolo
  - Apuanische Alpen

### Zentraler Apennin – Appennino centrale
- Umbrisch-Markesischer Apennin – Appennino umbro-marchigiano
- Abruzzischer Apennin – Appennino abruzzese
  - Sabiner Berge
  - Majella
  - Monti Ernici

### Südlicher Apennin – Appennino meridionale
- Samnitischer Apennin – Appennino sannita
- Kampanischer Apennin – Appennino campano
- Lukanischer Apennin – Appennino lucano
- Kalabrischer Apennin – Appennino calabro

## Gestein
Der Apennin ist ein alpidisches Kettengebirge, das seine Auffaltung dem Anprall der Afrikanischen gegen die Eurasische Platte verdankt. Er besteht aus Kalk, Dolomitgestein, Sandstein, Schiefer, Mergel und Ton, teilweise auch aus kristallinem Grundgebirge.

## Klima
Im Apennin herrscht typisches Gebirgsklima mit niedrigen Temperaturen, jedoch starken Temperaturschwankungen und hohen Niederschlägen. Im Hügelland und den Vorgebirgen ist das Klima mediterran beeinflusst, mit Niederschlagsmengen von etwa 800 mm und einer deutlichen Sommertrockenheit. In den subalpinen Regionen steigt die Niederschlagsmenge auf über 1300 mm, wobei ein deutlicher West-Ost-Unterschied besteht.

## Flora und Fauna
Die mediterrane Hartlaubvegetation der Küstenregionen reicht bis etwa 600 Meter, wo sie in der kollinen Stufe des Apennin über Kalkgestein in einen Waldgürtel aus Hopfenbuchen, Blumeneschen und Flaumeichen sowie über Sand- und Mergelgestein in Wälder aus Zerreichen und Edelkastanien übergeht. Die Bergwälder der montanen Stufe sind in der Regel Rotbuchenwälder, die über Kalkgestein mit Schwarzkiefer- oder Panzerkieferbeständen sowie über Sand- und Mergel mit Tanne gemischt sein können. Grundsätzlich sind natürliche Nadelwälder selten. Sofern die Baumgrenze bei etwa 2000 m erreicht wird (nur wenige Berge sind höher), finden sich im Übergang zur alpinen Zone Heiden aus Wacholder-Kreuzdorn-Gebüschen und/oder Bergkiefer oder aber Heidelbeer-Rauschbeerheiden. Einige Gebiete sind reich an Endemiten, die nur im Apennin vorkommen.
Ein im Apennin endemisches Tier ist der Brillensalamander. Dort lebt auch der apenninische Wolf. Der Bardigiano ist die heimische Pferderasse.
Im Apennin wurden mehrere Nationalparks ausgewiesen:
- Nationalpark Abruzzen, Latium und Molise
- Nationalpark Foreste Casentinesi
- Nationalpark Monti Sibillini
- Nationalpark Pollino
- Nationalpark Toskanisch-Emilianischer Apennin

## Verkehr
Der Apennin wird von vielen Autobahnen überquert, wie zum Beispiel den Strecken Mailand–Genua (A7), Parma–La Spezia (A15), Bologna–Florenz (A1) (Autostrada del Sole) oder Pescara–Rom (A24/A25). Die meisten Pässe liegen zwischen 500 und 1000 m, teilweise noch höher. Die Eisenbahn Bologna–Florenz durchquert das Gebirge im 1934 eröffneten 18,5 km langen Apennin-Basistunnel.